# Château de Charance
Le château de Charance est un ancien château fort, dont l'origine remonte au XIIe siècle, remanié à plusieurs reprises, qui se dresse sur le territoire de la commune française de Gap dans le département des Hautes-Alpes, en région Provence-Alpes-Côte d'Azur. Depuis 1973, il abrite les services administratifs du Parc national des Écrins et le jardin accueille le Conservatoire botanique des espèces alpines, inclus dans le domaine de Charance. L'édifice est partiellement inscrit au titre des monuments historiques.

## Localisation
Le château est situé à 3 kilomètres au nord-ouest de Gap, dans le département français des Hautes-Alpes.

## Historique

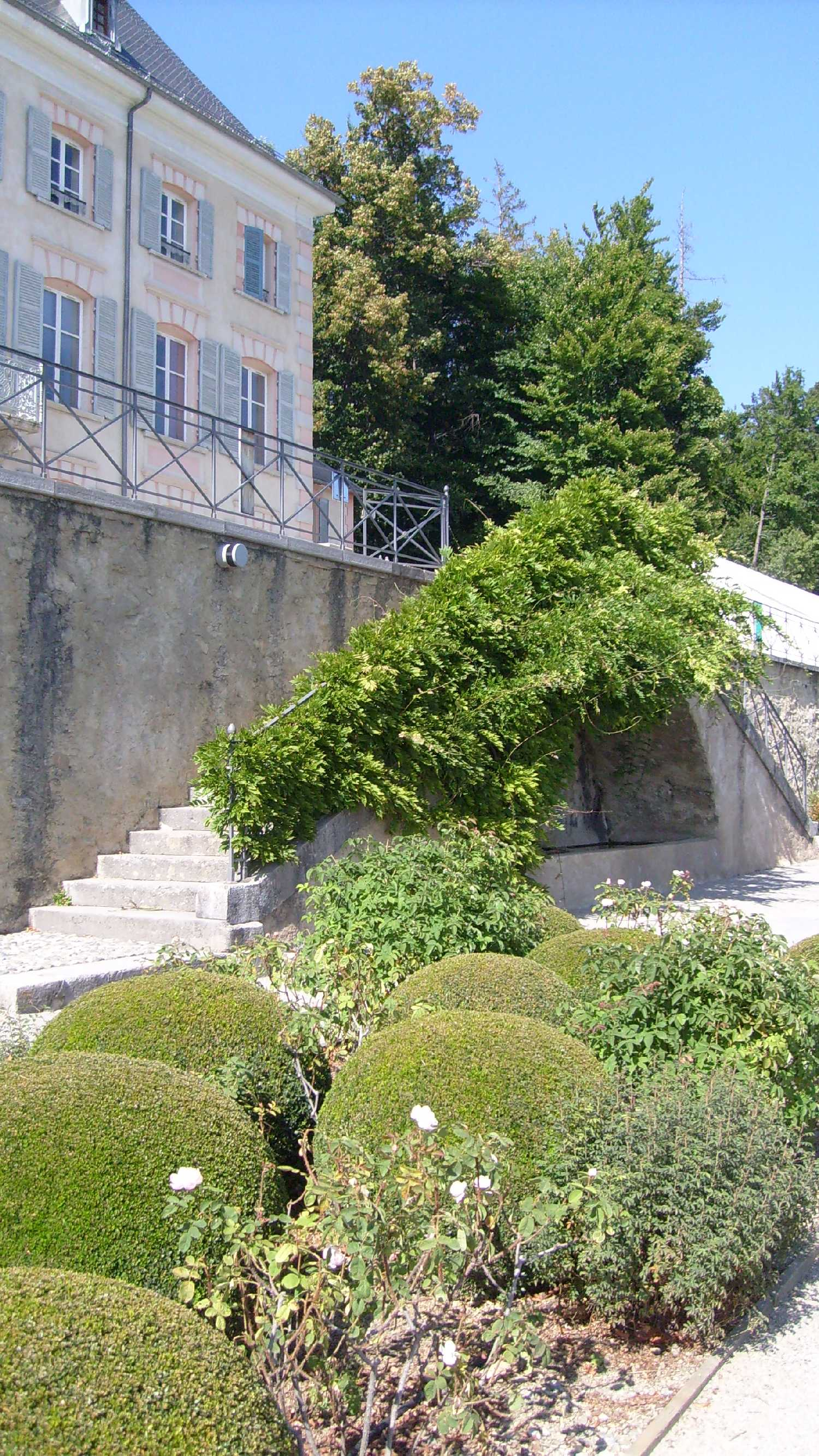

L'histoire du domaine de Charance s'étend sur plusieurs siècles,.
Vers le Xe siècle, un château fort est érigé sur le domaine. Celui-ci est muni de tours et sa défense assurée par des fossés. À cette époque, il est utilisé par les vicomtes de Gap qui relevaient des comtes de Provence,.
L'évêque de Gap achète le domaine le 12 mai 1307. Il restera propriété des évêques jusqu'à la Révolution française,.
Durant le XVIe siècle, le château fort, alors à l'abandon, est rénové : il est transformé en une grande habitation par l'évêque Gabriel de Sclaffanatis. Il y fera ajouter plusieurs bâtiments fermiers.
Le domaine est saccagé durant les guerres de Religion par les réformés en 1569. C'est seulement en 1644 que l'évêque Artus de Lionne réhabilite le domaine,, et le transforme en un vaste domaine fermier.
Quelques décennies plus tard, en 1692, le duc de Savoie en conflit avec Louis XIV, le domaine de Charance est une nouvelle fois ravagé.
Le site est à nouveau reconstruit par les évêques,, et au début du XVIIIe siècle, les lieux prennent l'agencement que l'on connaît de nos jours.
L'évêque Jacques Marie Caritat de Condorcet et son successeur Jean Baptiste Marie de Maillé de la Tour Landry, entreprennent une transformation en profondeur du château pour en faire une résidence luxueuse. Les jardins en terrasse reçoivent alors une attention particulière,.
À la Révolution française, le château est confisqué et devient un bien national. Il sera vendu aux enchères le 26 février 1791,.
Durant le XIXe siècle plusieurs propriétaires se succèdent. Au cours de cette époque la partie amont du domaine est aménagé en jardin à l'anglaise. Ainsi sont créées de nombreuses cascades, le lac est agrandi, des garages à bateau sont aménagés sur ses rives, des parcours en sous-bois sont tracés.
La fin du XXe siècle marque un changement dans l'utilisation du lieu. En 1973 la commune de Gap en devient propriétaire et le rend accessible au public.

## Description
À quelques dizaines de mètres, les anciennes écuries du domaine accueille le centre de Documentation sur l'environnement du Parc naturel des Écrins.

### Le jardin en terrasse
Le jardin en terrasses s'étend sur 9 000 m2.

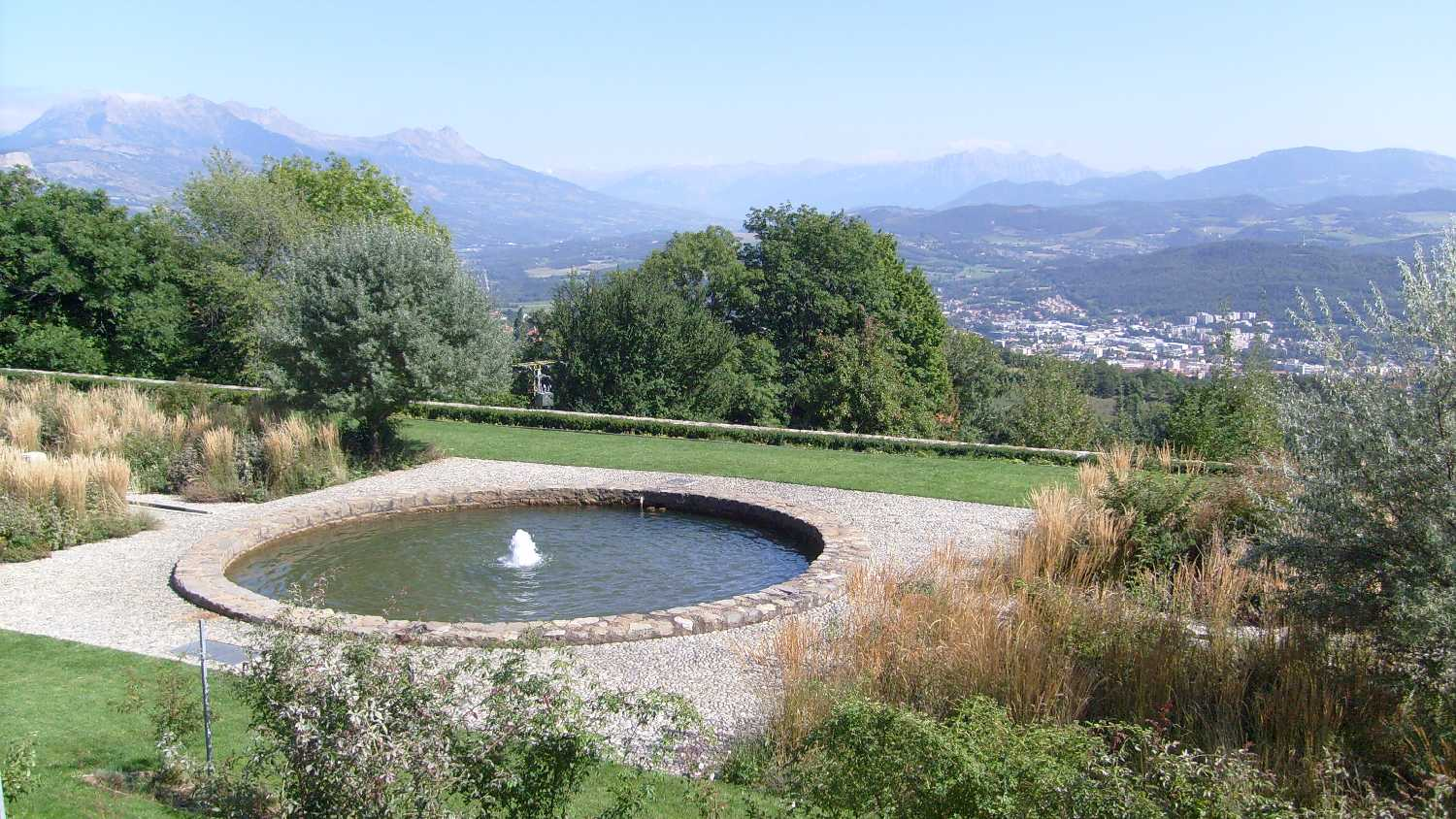
Le jardin en terrasse et les graminées de part et d'autre d'un bassin.

Les différentes espèces végétales sont regroupées par terrasse. On y trouve des buis, du houx, des graminées et des daphnés. Toutes ces terrasses sont alimentées en eau par de nombreuses canaux, cascades et fontaines. Faisant partie du domaine public, le jardin est accessible à tous.
À proximité a été implanté une importante collection de roses anciennes. Environ 1 000 variétés y sont représentées dont la première rose jaune créée en 1914 et la rose « Domaine de Charance ». Des variétés anciennes d'arbres fruitiers poussent également dans ces lieux : 800 poiriers et 500 pommiers.
Autour du lac s'étend l'ancien jardin à l'anglaise. Cet espace est constitué de zones boisées et de zones gazonnées.
À environ 1 100 mètres d'altitude, le domaine est parcouru par le canal de Gap.

## Protection

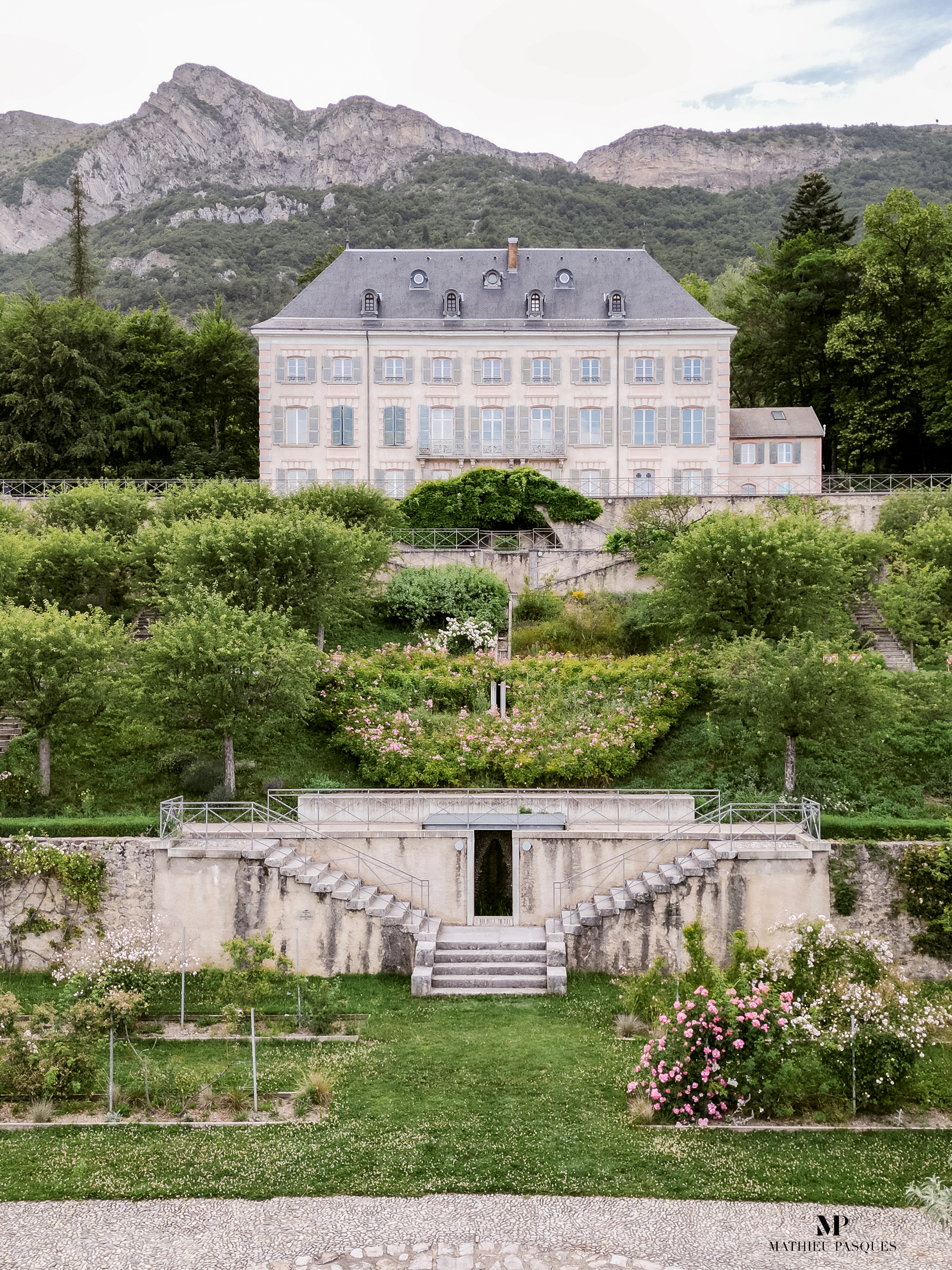

Les façades et toitures du château, des communs et des bâtiments à usage agricole ; les vestiges des moulins, de la glacière, de la scierie ; les jardins en terrasses devant le château y compris les murs de clôture latéraux, les murs de soutènement, les fontaines et la grotte ; le parc y compris les cascades, le canal, les pièces d'eau et le garage à bateaux sont inscrits au titre des monuments historiques par arrêté du 8 septembre 1987.
En 2005, le parc a acquis le label « Jardin remarquable »,.